# National Labour Party (Storbritannien)
National Labour Party var en grupp som bildades kring den brittiske premiärministern Ramsay MacDonald efter att han blivit utesluten ur Labour Party i september 1931. Partiet ställde upp i valet 1931 och valet 1935, och betraktades av det större Labourpartiet som "förrädare". MacDonald fortsatte som premiärminister i koalition med konservativa och liberaler till juni 1935 och sågs som partiets ledare ända till sin död i slutet av 1937. Därefter leddes det av hans son Malcolm MacDonald som också blivit utesluten ur Labour 1931. Trots att de var ett litet parti hade de ministerposter i kabinettet ända till 1941, då Malcolm MacDonald övergick från att vara hälsominister till att bli ministerresident i Kanada under resten av andra världskriget. Han lyckades behålla sin plats i underhuset och det förväntades att han skulle återvända till regeringen.
Strax före valet 1945 upplöstes National Labour Party formellt och dess återstående parlamentsledamöter drog sig tillbaka från parlamentet eller kandiderade som "nationella" anhängare av en fortsatt nationell regering (mer känd som Winston Churchills expeditionsministär ["Caretaker Government"]) eller som oberoende kandidater. Bara en kandidat blev vald som oberoende. Malcolm MacDonald lämnade det politiska livet, men en annan tidigare kabinettsminister från National Labour, Earl De La Warr återkom på en ministerpost i Winston Churchills konservativa regering 1951-1955.